# Аччано
Аччано (італ. Acciano) — муніципалітет в Італії, у регіоні Абруццо,  провінція Л'Аквіла.
Аччано розташоване на відстані близько 110 км на схід від Рима, 34 км на південний схід від Л'Акуїли.
Населення — 337 осіб (2014).

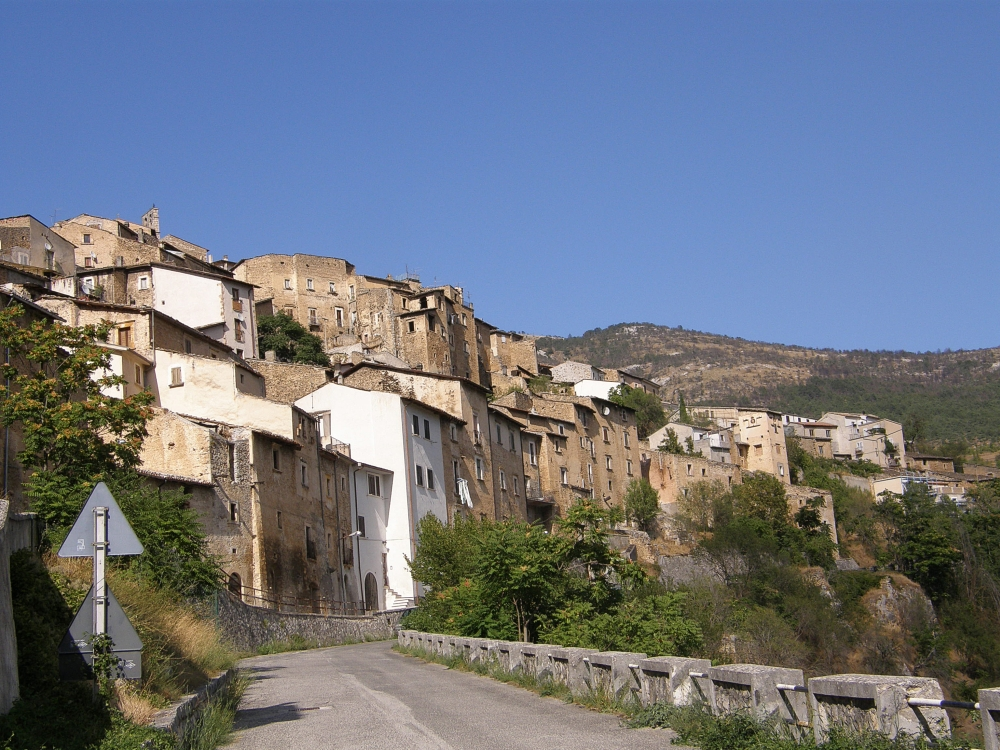

Щорічний фестиваль відбувається 31 травня. Покровитель — Santa Petronilla.

## Демографія
Населення за роками:

Станом на 1 січня 2023 року в муніципалітеті офіційно проживало 17 іноземців з 5 країн, серед них 13 громадян країн Євросоюзу.

## Сусідні муніципалітети
- Капорчіано
- Моліна-Атерно
- Навеллі
- Сан-Бенедетто-ін-Перилліс
- Сечинаро
- Тьоне-дельї-Абруцці